# Izbrannoe
Izbrannoe (Ruso: Избранное; Castellano: Favoritos) es un EP del grupo de pop ruso Serebro, lanzado internacionalmente el 2 de marzo de 2010, por Monolit Records y Symbolic Records, bajo iTunes. Fue producido por Maxim Fadeev.

## Lanzamiento
Serebro anunció que lanzarían el EP en iTunes el 2 de marzo de 2010. El extended play contiene 5 canciones, incluyendo su primer nuevo lanzamiento después de OpiumRoz, y después de la salida de Marina Lizorkina, "Сладко" junto con un remix y una versión en inglés titulada "Like Mary Warner". Las otras canciones son "Opium" de 2008, y un remix de "Skazhi, ne molchi", siendo ambos sencillos lanzados previamente en su álbum debut.

## Lista de canciones
| N.º | Título                      | Duración |  |
| 1.  | «Like Mary Warner»          | 3:56     |  |
| 2.  | «Opium»                     | 3:45     |  |
| 3.  | «Skazhi, ne Molchi (Remix)» | 4:23     |  |
| 4.  | «Sladko (Remix)»            | 4:20     |  |
| 5.  | «Sladko (Pop edit)»         | 3:54     |  |